# San Carlos de Guaroa
San Carlos de Guaroa es un municipio colombiano situado en el departamento del Meta al norte-centro del Departamento. Se encuentra a 89 kilómetros de la capital departamental Villavicencio.

## Historia
En el territorio que es hoy San Carlos de Guaroa sus primeros habitantes históricos fueron los guayupes y yaricos. En el siglo XVI fue objeto de incursiones de los españoles para las búsquedas de El Dorado e intentos de colonización. La época de La Violencia dio un impulso definitivo para propiciar su poblamiento. Carlos Rojas Pinilla quien era propietario de una de sus fincas, solicitó al coronel Luis Carlos Turriago la autorización de crear un poblado a las orillas del río Guamal, a la cual fue aceptado creándose el corregimiento en 1954 siendo su primer corregidor José Caballero.
Mediante la ordenanza departamental n°12 del 7 de julio de 1961, el territorio alcanzó la municipalidad siendo efectiva el 20 de agosto del mismo año.

## División Político-Administrativa
Además de su Cabecera municipal. San Carlos de Guaroa tiene bajo su jurisdicción los siguientes Centros poblados:
- La Palmera
- Pajure
- Surimena

## Geografía
Es de los municipios más pequeños que el departamento tiene, este se conforma por la llanura aluvial que es la región baja y plana, el relieve, las terrazas bajas y las terrazas drenadas que son pequeños canales sinuosos con poca profundidad, la temperatura media es de 30 °C

### Límites municipales
San Carlos de Guaroa está delimitado por los siguientes municipios:
| Noroeste: Acacías                                             | Norte: Villavicencio (Río Guayuriba) | Nordeste: Puerto López (Río Guayuriba) |
| Oeste: Límites entre Acacías (Río Orotoy) y Castilla la Nueva |                                      | Este: Puerto López (Río Guamal)        |
| Suroeste: Castilla la Nueva                                   | Sur: San Martín (Río Guamal)         | Sureste: Puerto López (Río Guamal)     |

## Turismo
El municipio cuenta con la planta biodiésel de Manuelita donde se produce alrededor de 80 mil toneladas anuales de aceite crudo,  Además de esto, se puede recorrer las llanuras a caballo, aprender de la cultura llanera que identifica al municipio y la región. En sus exquisitos platillos hay el hervido de cachicamo, la lengua de vaca, la carne a la mamona y las hayacas, el cual es el plato predilecto para las festividades del municipio, este prácticamente es como un tamal llanero.

## Cultura
Desde principios del municipio se ha venido fomentando su cultura con sus danzas la cual la más famosa es el joropo, este género musical se interpreta con instrumentos como el cuatro, el arpa, las maracas, la bandola y el furruco. En esta danza se acostumbra a que la mujer baila con una falda de diversos colores donde se pintan algunos paisajes llaneros y el hombre usa el liki liki, un traje sencillo el cual ha representado desde siempre el hombre llanero trabajador, los dos usan en su calzado alpargatas.

## Servicios públicos
- Energía Eléctrica: Electrificadora del Meta (EMSA), es la empresa prestadora del servicio de energía eléctrica.
- Gas Natural: Llanogas, es la empresa distribuidora y comercializadora de gas natural en el municipio.